# Aldeanueva del Campanario
Aldeanueva del Campanario es una localidad española del municipio de Boceguillas, perteneciente a la provincia de Segovia, en la comunidad autónoma de Castilla y León.

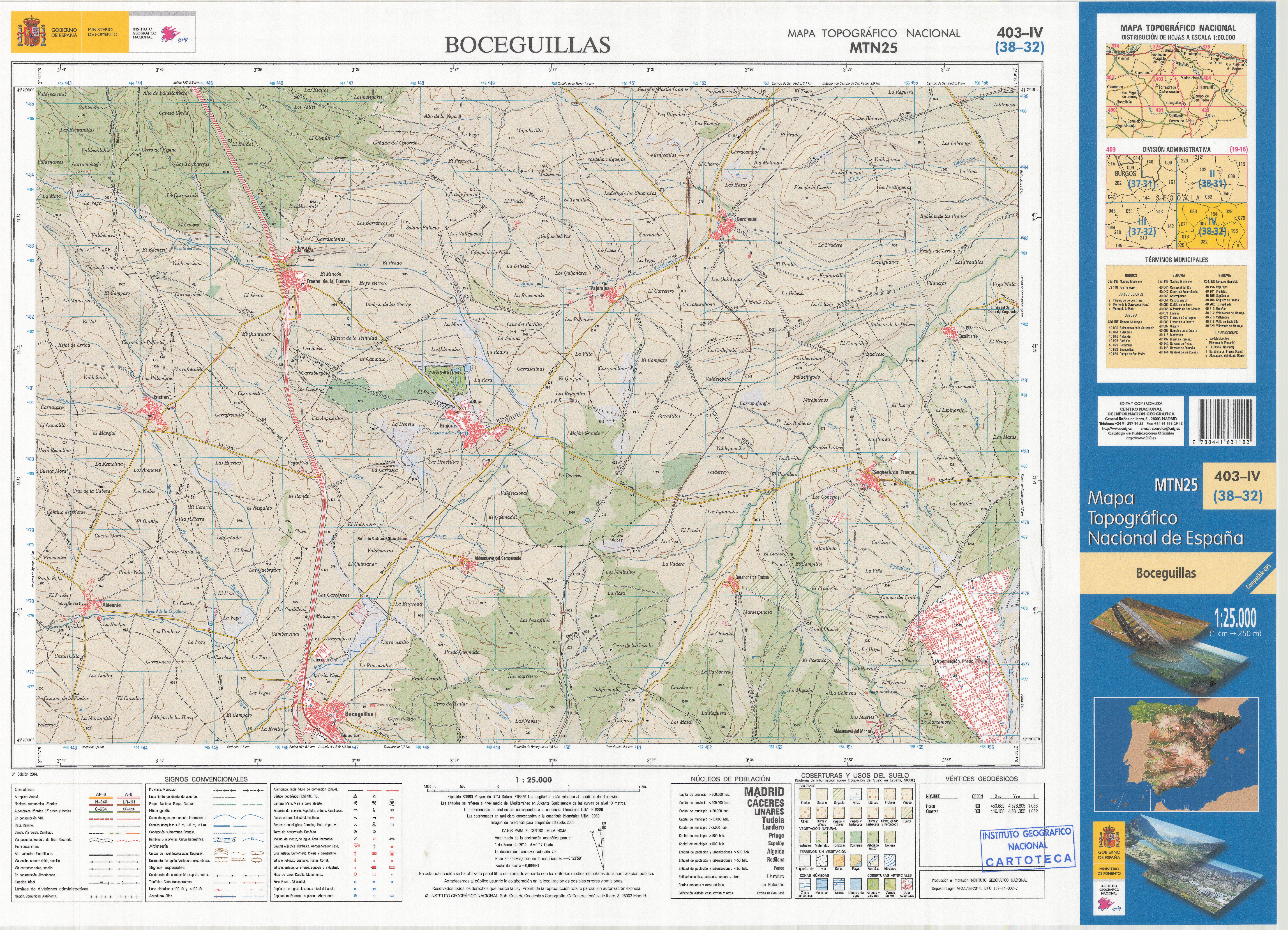
Fragmento de la hoja 403 del Mapa Topográfico Nacional de España de 2014 en el que se representa Aldeanueva del Campanario

## Historia
El territorio es repoblado durante la Reconquista por la Comunidad de Villa y Tierra de Sepúlveda, quedando encuadrado dentro del Ochavo de Bercimuel.
Inicialmente fue barrio de Grajera, llamándose en segunda mitad del siglo XV Aldea Nueva de la Grajera. En 1591 se menciona de nuevo como Aldea Nueva. Hoy se llama por el vistoso campanario de su iglesia parroquial.
A mediados del siglo XIX, el lugar, por entonces con ayuntamiento propio, tenía contabilizada una población de 59 habitantes. Aparece descrito en el primer volumen del Diccionario geográfico-estadístico-histórico de España y sus posesiones de Ultramar de Pascual Madoz de la siguiente manera:

ALDEANUEVA DEL CAMPANARIO: l. con ayunt. de la prov. dióc. y adm. de rent. de Segovia (11 leg.), part. jud. de Sepúlveda (2), and. terr. y c. g. de Madrid (21): sit. en una pequeña cuesta; no está resguardada de ningún viento, y goza de sano clima; tiene 16 casas que están amenazando ruina por su mala construccion; no forman calles, la parr. está dedicada á la Asuncion de Ntra. Sra.; hay una fuente muy buena de donde se surte el pueblo. Confina el térm. por N. con el de Grajera, E. con los de Sequera y Baraona, part. de Riaza, S. con el de Turrubuelo, y O. con el de Boceguillas: comprende 3/8 leg. de estension, con 1,500 fan. de tierra, de las cuales se cultivan 700, y son 116 de 1.ª calidad, 233 de 2.ª y 531 de 3.ª; las restantes no se roturan por ser montuosas y estan destinadas á pastos: prod.: trigo, cebada y centeno: pobl.: 17 vec.: 59 alm.: cap. imp.: 14,038 rs.: contr. 2,500 Este l. es uno de los que componen la cuadrilla de ganaderos que lleva su nombre, formada por los diez pueblos del ochavo de Bercimuel.
(Madoz, 1845, p. 506)

Dejó de ser municipio independiente entre 1850 y 1857 al ser agregado a Turrubuelo, municipio independiente hasta que se incorporó al municipio de Boceguillas en 1976.

## Demografía
Evolución de la población
| Gráfica de evolución demográfica de Aldeanueva del Campanario entre 1828 y 2022 |
| |
| Población según el Diccionario geográfico-estadístico de España y Portugal de Sebastián Miñano. Población de derecho (1842 que es población de hecho) según los censos de población del siglo XIX. Población residente (1842-2021) según los censos de población del INE. Población según el padrón municipal de 2022 del INE. |

## Patrimonio
- Iglesia de la Asunción de Nuestra Señora, destaca su campanario;[9][10]
- Cañada Real Soriana Occidental, cercana al núcleo en el monte público de Valladares-Matagrande.[2]

## Fiestas
- Nuestra Señora de la Asunción, el 15 de agosto.[9][11][12]